# جيري مكمان
جيري مكمان (بالإنجليزية: Gerry McMahon)‏ (29 ديسمبر 1973 في المملكة المتحدة - ) هو لاعب كرة قدم بريطاني في مركز الوسط. شارك مع منتخب أيرلندا الشمالية لكرة القدم. أما مع النوادي، فقد لعب مع توتنهام هوتسبير وسانت جونستون وستوك سيتي وغلينافون ونادي بارنت.

## وصلات خارجية
- جيري مكمان على موقع الاتحاد الأوربي (الإنجليزية)
- جيري مكمان على موقع قاعدة بيانات كرة القدم.إي يو (الإنجليزية)
- جيري مكمان على موقع Soccerbase.com (لاعب) (الإنجليزية)
- جيري مكمان على موقع عالم كرة القدم.نت (الإنجليزية)